# Маріетта (Міннесота)
Марієтта (англ. Marietta) — місто (англ. city) в США, в окрузі Лак-кі-Парл штату Міннесота. Населення — 116 осіб (2020).

## Географія
Марієтта розташована за координатами 45°0′37″ пн. ш. 96°25′8″ зх. д. / 45.01028° пн. ш. 96.41889° зх. д. (45.010251, -96.418753).  За даними Бюро перепису населення США в 2010 році місто мало площу 0,99 км², уся площа — суходіл.

## Демографія
Згідно з переписом 2010 року, у місті мешкали 162 особи в 82 домогосподарствах у складі 46 родин. Густота населення становила 164 особи/км².  Було 101 помешкання (102/км²).
Расовий склад населення:
| - 98,8 % — білих |

До двох чи більше рас належало 1,2 %. Частка іспаномовних становила 0,0 % від усіх жителів.
За віковим діапазоном населення розподілялося таким чином: 14,8 % — особи молодші 18 років, 60,5 % — особи у віці 18—64 років, 24,7 % — особи у віці 65 років та старші. Медіана віку мешканця становила 49,8 року. На 100 осіб жіночої статі у місті припадало 100,0 чоловіків;  на 100 жінок у віці від 18 років та старших — 112,3 чоловіків також старших 18 років.
Середній дохід на одне домашнє господарство  становив 48 047 доларів США (медіана — 36 250), а середній дохід на одну сім'ю — 63 002 долари (медіана — 41 042). За межею бідності перебувало 17,3 % осіб, у тому числі 44,4 % дітей у віці до 18 років та 14,3 % осіб у віці 65 років та старших.
Цивільне працевлаштоване населення становило 62 особи. Основні галузі зайнятості: освіта, охорона здоров'я та соціальна допомога — 14,5 %, транспорт — 12,9 %, будівництво — 12,9 %.